# Telenomus phalaenarum
Telenomus phalaenarum är en stekelart som först beskrevs av Christian Gottfried Daniel Nees von Esenbeck 1834.  Telenomus phalaenarum ingår i släktet Telenomus, och familjen gallmyggesteklar. Arten är reproducerande i Sverige.